# Tlenek magnezu
Tlenek magnezu (magnezja palona), MgO – nieorganiczny związek chemiczny z grupy tlenków zasadowych zawierający magnez na II stopniu utlenienia.
Związek ten w temperaturze pokojowej jest białą substancją krystaliczną. Otrzymany w temperaturze do 900 °C nazywany jest magnezją kaustyczną kalcynowaną i łatwo ulega reakcjom, np. roztwarza się w kwasach. W przeciwieństwie do CaO z zimną wodą reaguje bardzo powoli, jednak po podgrzaniu reakcja staje się szybka. Produktem jest wodorotlenek magnezu, Mg(OH)
2. Po wyprażeniu w temp. 1700–2000 °C lub wyższej tworzy tzw. magnezję spiekaną (znaną też jako magnezja całkowicie wypalona), która ze względu na bardzo małą powierzchnię właściwą jest niereaktywna. Po stopieniu magnezji (tt. >2800 °C) w łuku elektrycznym i zestaleniu otrzymuje się magnezję topioną, o jeszcze mniejszej reaktywności; jest ona praktycznie odporna na warunki atmosferyczne.
Tlenek magnezu występuje w przyrodzie jako minerał peryklaz. 
Stosowany jest do wyrobu cementów, odlewów, naczyń ognioodpornych, tygli. Ma również zastosowanie w medycynie jako lek na nadkwasotę i zatrucia. W fotografii służy do zobojętniania emulsji fotograficznej.

## Otrzymywanie
Tlenek magnezu na skalę przemysłową otrzymuje się:
- Z magnezytu (MgCO
3). Minerał poddaje się obróbce wstępnej w celu usunięcia zanieczyszczeń, a następnie praży w temperaturze 600–1000 °C:

MgCO
3 → MgO + CO
2↑
- Z wody morskiej.

W pierwszym etapie strąca się wodorotlenek magnezu za pomocą wapna:
Mg2+
 + Ca(OH)
2 → Mg(OH)
2↓ + Ca2+

Wykorzystuje się tu fakt, że Mg(OH)
2 jest ok. 200× słabiej rozpuszczalny w wodzie niż Ca(OH)
2. Następnie do zawiesiny bardzo drobnego osadu Mg(OH)
2 dodaje się większe kryształy tego związku, indukując powiększenie ziaren osadu, który filtruje się i przemywa, uzyskując syropowaty produkt zawierający <50% wody. Praży się go w temp. ok. 950 °C:
Mg(OH)
2 → MgO + H
2O↑
- Z solanek o różnym pochodzeniu:
  - otrzymanych przez wymywanie podziemnych złóż soli magnezu, takich jak biszofit MgCl
2·6H
2O lub karnalit KCl·MgCl
2·6H
2O
  - pozostałości po produkcji soli (NaCl) z naturalnych solanek, np. z wód Morza Martwego
  - pozostałości po produkcji soli ze złoży halitu

W procesach tych MgO wytwarza się podobnie jak z wody morskiej. Chlorek magnezu można poddać też pirohydrolizie, umieszczając go w strumieniu przegrzanej pary wodnej o temp. 300–1000 °C:
MgCl
2 + H
2O → MgO + 2HCl
- MgO otrzymuje się też z dolomitu, czyli węglanu magnezu wapnia, CaCO
3·MgCO
3. Minerał poddaje się kalcynacji:

CaCO
3·MgCO
3 → CaO + MgO + 2CO
2↑
Z powstałej mieszaniny tlenek wapnia usuwa się metodami chemicznymi. Można też wykorzystać fakt, że MgCO
3 ulega rozkładowi już w temp. 350 °C, podczas gdy CaCO
3 jest trwały do temp. 850 °C.
Na skalę laboratoryjną MgO można otrzymać poprzez utlenianie lub spalanie magnezu:
2Mg + O
2 → 2MgO
Inne metody to rozkład termiczny Mg(OH)
2 lub niektórych soli magnezu (MgCO
3, Mg(NO
3)
2, MgSO
4).